# Église Saint-Martin de La Roquette
L'église Saint-Martin est une église catholique située à La Roquette, dans le département de l'Eure, en France.

## Localisation
L'église est située dans le département français de l'Eure dans le bourg de la commune de La Roquette.

## Historique
L'édifice est daté du XIIe siècle, mais a été reconstruit au XVIIe siècle en grande partie car de cette époque datent le chœur, la nef et le clocher,.
Le portail et la sacristie sont bâtis au XVIIe siècle.
L'édifice est classé au titre des monuments historiques par arrêté du 27 octobre 1969.